# Stenares acutus
Stenares acutus là một loài côn trùng trong họ Myrmeleontidae thuộc bộ Neuroptera. Loài này được Ghosh miêu tả năm 1990.